# Speckle

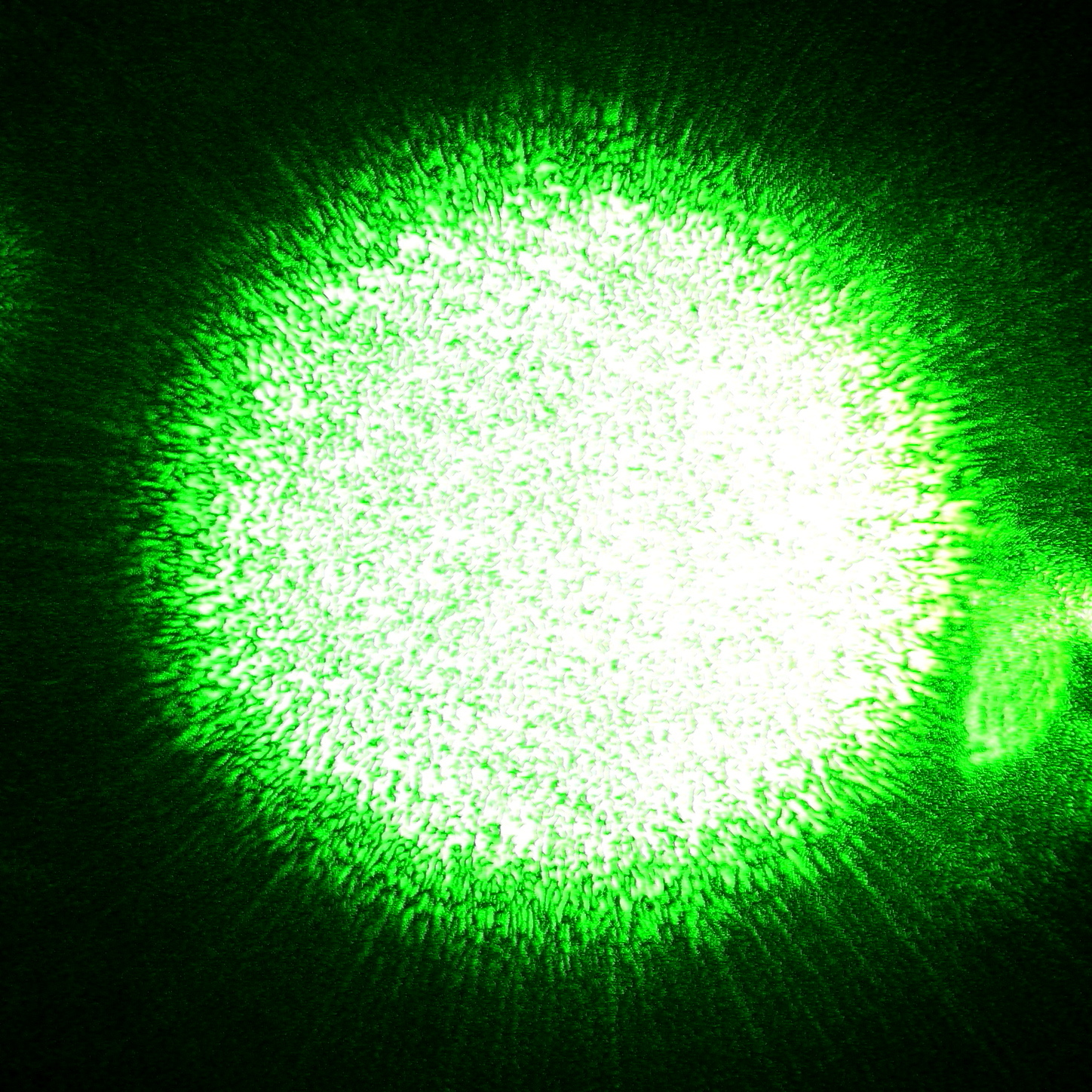
Speckle-Muster eines Lasers von einer diffusen Oberfläche

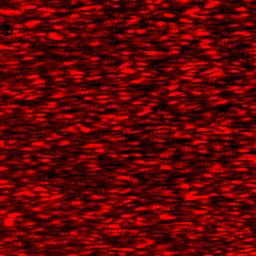
Aufnahme eines Specklemusters mittels CCD-Kamera

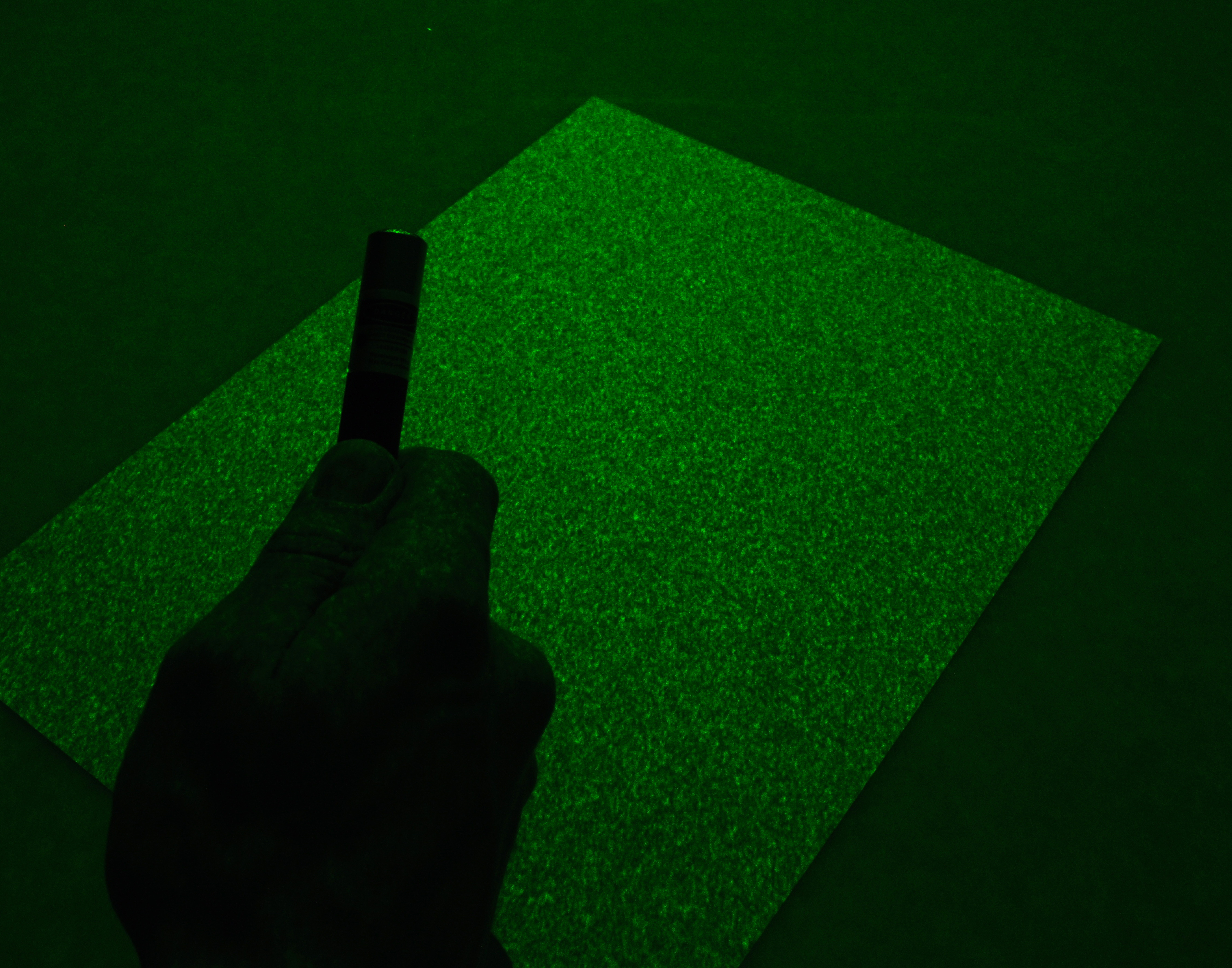
Specklemuster einer weißen Wand

Als Specklemuster, Lichtgranulation oder Lasergranulation oder kurz Speckle werden die körnigen Interferenzphänomene bezeichnet, die sich bei hinreichend kohärenter Beleuchtung optisch rauer Objektoberflächen (Unebenheiten in der Größenordnung der Wellenlänge) beobachten lassen.
Die Bezeichnung Speckle, die sowohl für einen einzelnen Lichtfleck als auch für das gesamte Interferenzmuster steht, leitet sich von speckle (englisch für Sprenkel, Tupfen, Flecken) ab. Abhängig vom verwendeten Abbildungssystem wird in der überwiegend englischsprachigen Literatur zudem zwischen subjective speckle und objective speckle unterschieden: Bildet man die Speckle ohne Zuhilfenahme einer Linse oder anderer optischer Geräte direkt auf einem Schirm ab, spricht man von objektivem Speckle. Im Gegensatz dazu handelt es sich beim subjektiven Speckle um die Abbildung des Interferenzmusters mit Hilfe einer Linse oder komplexeren optischen Systemen – hierzu zählt auch das menschliche Auge.

## Entstehung
Plausibel wird die Speckle-Entstehung, wenn die Unebenheiten der beleuchteten Oberfläche als Streuzentren betrachtet werden, von denen Kugelwellen unterschiedlicher Phase ausgehen, die im Fernfeld interferieren. Dabei entsteht eine räumliche Struktur mit zufällig verteilten Intensitätsminima und -maxima. Als dreidimensionale Interferenzerscheinung gibt es longitudinale und transversale Speckle, die von der jeweiligen longitudinalen und transversalen Kohärenz abhängen. Transversale Speckle haben in größerer Entfernung höhere Signifikanz, weil sich die einzelnen Kugelwellenanteile immer mehr als ebene Wellen vereinfachen lassen. Der Specklekontrast kann deshalb als Maß der Kohärenz herangezogen werden.

## Erscheinung
Bei Betrachtung von Speckle an einer kohärent bestrahlten Oberfläche mit dem freien Auge nimmt man ein sich bewegendes Muster wahr. Dies wird durch die unterschiedliche Interferenz auf der Netzhaut bei Bewegung des Auges hervorgerufen. Die Bewegungsrichtung ist dabei abhängig von der Lage der Fokalebene gegenüber der Netzhaut – nicht akkommodierte Augen kurzsichtiger und weitsichtiger Personen nehmen folglich unterschiedliche Bewegungsrichtungen wahr. Neben der Brillanz wird Speckle als typische Lasereigenschaft wahrgenommen.
Da man mit einem relativ zur Schwingungsperiode des Lichtes langsamen Detektor nur die zeitlich integrierte Interferenz sieht, nimmt die Specklegröße mit größerer Bandbreite ab, auch wenn innerhalb eines eng begrenzten Spektralbereiches noch Speckle bestehen. Die Auswirkung transversaler Kohärenz auf das Speckle kann auf diese Weise unterdrückt werden. Bei spektraler Zerlegung von weißem (longitudinal inkohärentem) Ultrakurzpuls-Laserlicht erscheinen deshalb im gesamten Spektrum Speckle, obwohl diese im weißen Licht nicht wahrgenommen werden, wohingegen das hochgradig inkohärente weiße Licht einer Glühlampe immer ohne sichtbaren Phasenkontrast erscheint.

### Speckle außerhalb des sichtbaren Spektrums
Die Entstehung von Speckle ist nicht auf optische Wellenlängen begrenzt, sondern tritt auch in anderen Bereichen des elektromagnetischen Spektrums und bei der Interferenz von Schallwellen auf. Sie kann sogar bei Teilchenströmen, die ebenso Welleneigenschaften haben, nachgewiesen werden. Bei Radar ist die Erscheinung auch unter dem Namen Glitter bekannt. Verwandt ist räumlich und zeitlich variierendes Fading von AM-Rundfunk und -Funk.

## Anwendung
Weist die Oberfläche keine systematischen Strukturen auf, so ist das Specklemuster vollkommen zufällig. Gibt es eine sich global wiederholende Feinstruktur, summieren sich die lokalen Beugungs- oder Streueffekte konstruktiv, was in der Röntgenstrukturanalyse ausgenutzt wird, um Strukturen im Bereich der Wellenlänge zu ermitteln.
Makroskopische Veränderungen (z. B. Kratzer, Oberflächenstruktur) haben Einfluss auf das Gesamtbild und sind im Abbild größer als die einzelnen Speckle. Diesen Umstand nutzt man auch in der Messtechnik aus, wo Laserspeckle im Bereich der elektronischen Speckle-Muster-Interferometrie (ESPI) zur Analyse von Schwingungen, mechanischen Spannungen und zur Erfassung von submikroskopischer Oberflächenunebenheiten eingesetzt werden.
Neben weiteren klassischen Anwendungsgebieten wie der Stellar-Speckle-Interferometrie und der Speckleholographie wird der Speckle-Effekt in den seit 2004 existierenden Lasermäusen für eine bessere Bewegungserkennung auf – nur makroskopisch – unstrukturierten, transparenten oder spiegelnden Oberflächen genutzt. Zudem haben sich in den letzten Jahren auch „exotischere“ Anwendungsmöglichkeiten wie etwa das digitale Fingerprinting von Dokumenten gezeigt.

## Unterdrückung durch optische Phasenkonjugation oder Kohärenzlängenreduktion
Nicht nur im Bereich der Holographie, sondern bei nahezu allen Anwendungen, die auf der Verwendung kohärenter Wellen basieren, darunter auch die Sonografie und die optische Kohärenztomographie, wird die Signal-/Bildqualität durch die scheinbar zufällige ortsfrequenzabhängige multiplikative Modulation von Speckle innerhalb eines bestimmten Bildfeldes stark herabgesetzt. Ein Punkt zerfällt zu einem Specklefeld und kann nicht mehr genau lokalisiert werden. Üblicherweise wird Speckle durch Mitteln bei unterschiedlichen Phasenbedingungen reduziert. Anders ausgedrückt wird hier die Kohärenzlänge reduziert. Ein komplementärer Ansatz ist die Analyse der Speckle und die darauf folgende Rekonstruktion der lokalen Phasenmodulation des Überträgermediums (wie z. B. einer rauen Oberfläche). Dabei wird auch die Subauflösungsstruktur des Mediums (zum Teil) rekonstruiert. Hier führt der Weg über optische Phasenkonjugation, also Phasenumkehr und Rekonstruktion des originalen Phasenvektors, bzw. der Amplitude.
Da die Konjugation häufig wesentlich aufwändiger ist, wird meist die Reduktion der Kohärenz verfolgt. Die Modulation der Referenzfläche bei längerer Integrationszeit oder Summierung gegeneinander phasenmodulierter Mehrfachaufnahmen reduziert hier gemäß einem n·log(n) Gesetz den Speckle-Kontrast. Zusätzlich „verwäscht“ eine erhöhte spektrale Bandbreite durch die zunehmend veränderten Phasenbedingungen Speckle.

## Bildbearbeitung
Verfahren der Bildbearbeitung zur multiplikativen Rauschunterdrückung werden ebenso angewandt. Hier wird die Dynamik des Specklefeldes per Frequenzfilter oder anderen nicht-linearen Methoden (z. B. Medianfilter mit bestimmter Größe) statistisch bewertet und durch einen Mittelwert ersetzt. Ein Nachteil dieser Verfahren ist der Verlust der Auflösung, der durch die Speckle-Größe bestimmt wird.
Alternativ gibt es noch die Möglichkeit Speckle durch aktive analytische Methoden zu reduzieren. Hier wird die (zeitliche) Modulation des lokalen Signals in Abhängigkeit von einer Phasenmodulation des Quellensignals aufgezeichnet und die lokale Amplitude ermittelt. Letztendlich ist das Ziel eines „Despecklings“ die Rekonstruktion der Amplitude unter Ausschluss der Phaseneffekte.